# Cœur en Or
 (février 2024).
Si vous disposez d'ouvrages ou d'articles de référence ou si vous connaissez des sites web de qualité traitant du thème abordé ici, merci de compléter l'article en donnant les références utiles à sa vérifiabilité et en les liant à la section « Notes et références ».
Le Cœur en Or (Heart of Gold en version originale) est un vaisseau imaginé par Douglas Adams pour la saga Le Guide du voyageur galactique. Il s'agit du premier vaisseau propulsé par un générateur d'improbabilité infinie, une technologie permettant un déplacement à une vitesse infinie.

## Caractéristiques
Il tire son nom de la pièce centrale de sa structure : un bloc en or nécessaire au fonctionnement du propulseur. Dans le premier tome, le vaisseau est volé par Zaphod Beeblebrox lors de son inauguration, et il lui permettra de trouver la localisation de la légendaire planète Magrathea.
Le Cœur en Or est décrit dans le livre comme ayant la forme d'une chaussure. Cette indication n'a globalement pas été respectée dans les adaptations visuelles. Dans le film, par exemple, le vaisseau ressemble davantage à une théière.